# Liu Dan
Liu Dan (24 de abril de 1987) é uma basquetebolista profissional chinesa.

## Carreira
Liu Dan integrou a Seleção Chinesa de Basquetebol Feminino, em Pequim 2008 que terminou na quarta colocação. 

## Títulos
- Jogos Asiáticos: 2006 e 2010.